# سست‌عفاف (فیلم ۲۰۰۸)
سست‌عفاف (انگلیسی: Easy Virtue) فیلمی در ژانر کمدی رمانتیک است که در سال ۲۰۰۸ منتشر شد. این فیلم بر اساس رمانی به همین نام اثرِ نوئل کاوارد ساخته شده‌است و پیش از اکران عمومی‌اش در انگلستان، در جشنواره فیلم لندن و جشنواره بین‌المللی فیلم تورنتو (در کانادا) به نمایش درآمد.
این فیلم همچنین در «جشنواره بین‌المللی فیلم ریو» در برزیل، «جشنواره بین‌المللی فیلم خاورمیانه» در ابوظبی، «جشنواره فیلم رم» در ایتالیا و «جشنواره فیلم آدلاید» در استرالیا به نمایش گذاشته شد.

## بازیگران
- جسیکا بیل
- کالین فرث
- کریستین اسکات توماس
- بن بارنز
- کریس مارشال
- کیمبرلی نیکسون
- کاترین پارکینسون
- شارلوت رایلی
- پیپ تورنس
- جیمز مک‌مانوس